# Kursächsische Postmeilensäule Dahme

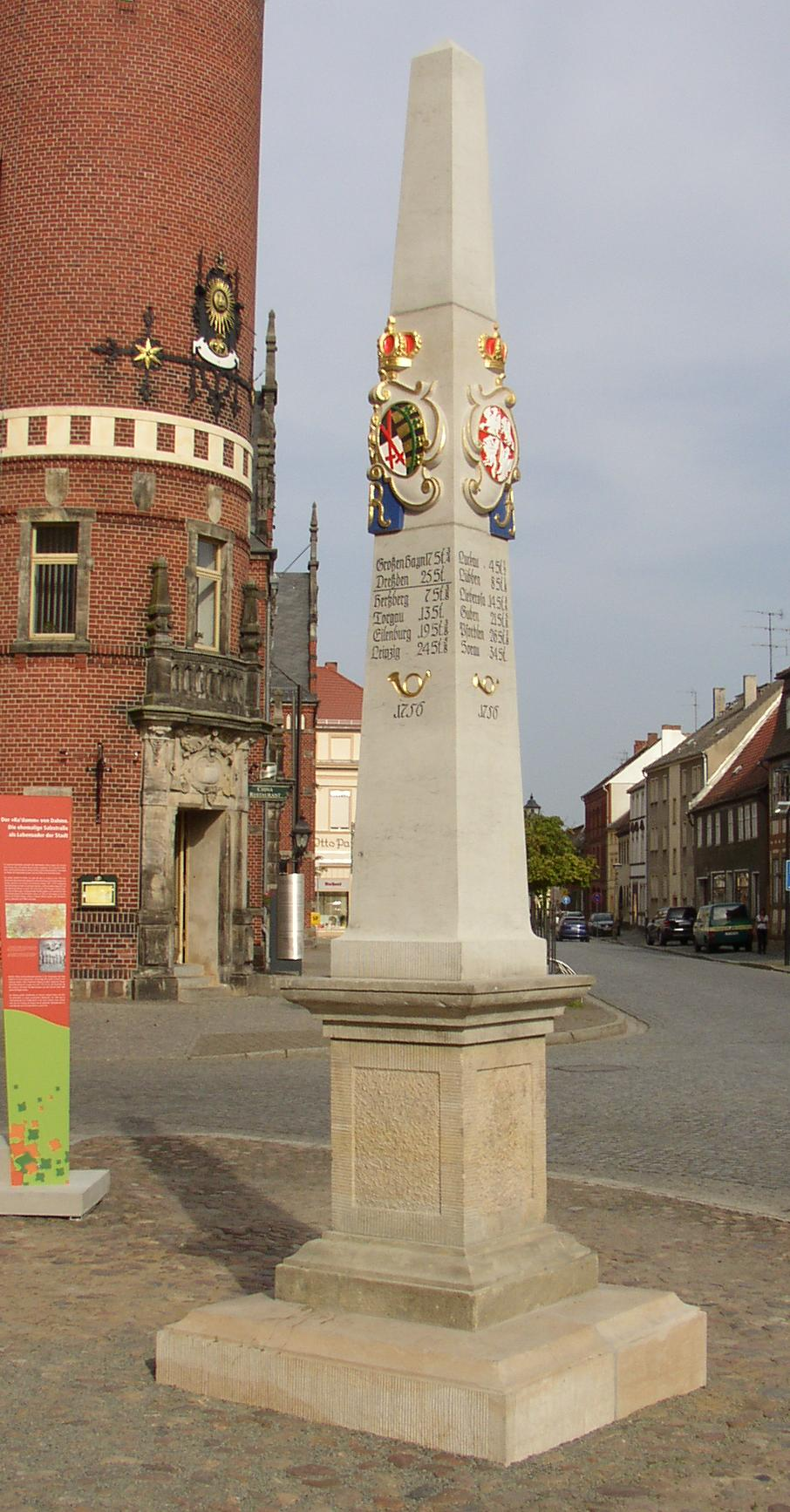
Distanzsäule in Dahme

Die kursächsische Postmeilensäule Dahme gehört zu den Postmeilensäulen, die im Auftrag des Kurfürsten Friedrich August I. von Sachsen durch den Land- und Grenzkommissar Adam Friedrich Zürner in der 1. Hälfte des 18. Jahrhunderts im Kurfürstentum Sachsen errichtet worden sind. Es handelt sich um eine Distanzsäule. Sie befindet sich auf dem alten Markt neben dem Rathaus in der brandenburgischen Kleinstadt Dahme/Mark im Landkreis Teltow-Fläming. 

## Geschichte
Die Säule wurde am 28. Juni 1756 auf dem Markt aufgestellt und am 14. Januar 1881 durch ein Pferdefuhrwerk schwer beschädigt. Es folgten mehrere Restaurierungen, Teilnachbildungen und Umsetzungen, u. a. zum Schloss und zum ehem. Bahnhof, von denen die letzte am 25. Mai 2008 beendet war und die Rückversetzung zum Originalstandort am Rathaus zur Folge hatte. Alle noch erhaltenen Originalteile der Säule sind in der für Veranstaltungen genutzten Schlossruine ausgestellt.

## Aufbau
Die Distanzsäule besteht aus sieben Teilen. Sockel, Postament und Postamentbekrönung bilden den Unterbau.
Der Oberbau besteht aus Zwischenplatte, Schaft, Wappenstück und Aufsatz.
Koordinaten: 51° 52′ 10,42″ N, 13° 25′ 40,51″ O